# Еурибат
Еурибат (грч. Εὐρυβάτης) је у грчкој митологији било име више личности.

## Митологија
- У само једном делфском миту се помиње Алкионеј, изузетно леп младић, који је требало да буде жртвован чудовишту Ламији или Сибариди које је пустошило земљу, а према савету пророчишта. Свештеници су га овенчаног повели ка гори Кифрис, где је у једној пећини живело чудовиште, али их је успут срео Еурибат, потомак речног бога Аксија. Овај јунак се одмах заљубио у Алкионеја и понудио се да он уместо њега оде у пећину. Тамо је и убио чудовиште, тако што га је тако јако бацио на стену да му је размрскао главу. Чудовиште је нестало, а на том месту је потекао извор Синарида, према коме је назван град који су основали Локриђани у јужној Италији.[1]

- Један од Керкопа.[2]

- Еурибат или Ерибот је према Хигину и још неким ауторима, био Телеонов син и један од Аргонаута. Био је вешт лекар и видао је ране које је Ојлеј добио од птица Стимфалида.[3]

- Учесник тројанског рата, кога је Хомер поменуо и у „Илијади“ и у „Одисеји“, као Одисејевог пратиоца и духовито га описао као грбавца, тамне коже и коврџаве косе, али који је био награђен од свог господара јер је био љубазан и послушан.[3] Он је заједно са Талтибијем довео Брисеиду у Агамемнонов шатор што је имало за последицу Ахилово повлачење из борбе.[1] Он је зато покушао да убеди Ахила да се врати у битку.[4]

## Биологија
Латинско име неких од ових личности (Eurybatus) је назив рода инсеката.